# 洋县站
洋县站是位于陕西省洋县湑水乡（已併入谢村镇）的一个铁路车站，邮政编码723311。车站建于1977年，有阳安铁路经过该站，现仅办理货运，不办理客运业务，车站及其上下行区间均为电气化区段。车站距离阳平关站154公里，隶属中国铁路西安局集团，是四等站。
洋縣站毗鄰國家級文物保護單位良马寺觉皇殿。